# Rhabdopterus picipes
Rhabdopterus picipes är en skalbaggsart som först beskrevs av Olivier 1808.  Rhabdopterus picipes ingår i släktet Rhabdopterus och familjen bladbaggar. Inga underarter finns listade i Catalogue of Life.